# Budionnówka

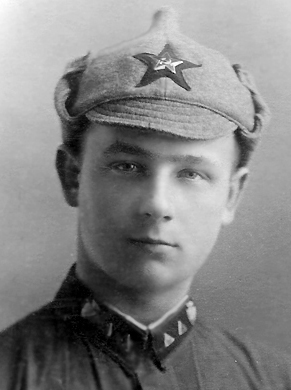
Czerwonoarmista w budionnówce (lata 30. XX w.)

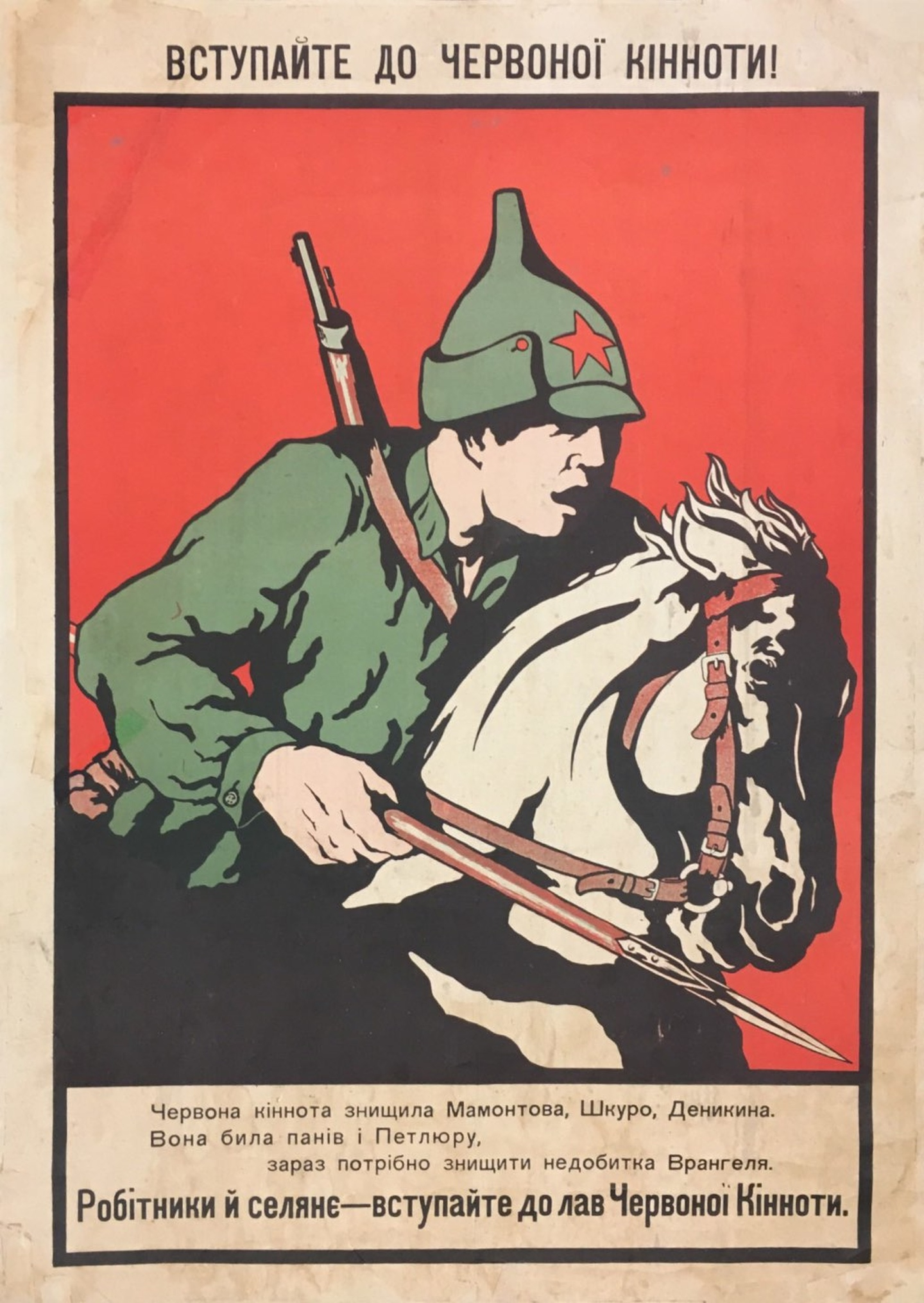
Bolszewicki kawalerzysta w budionnówce (plakat propagandowy, 1920)

Budionnówka (budionówka, z ros. будёновка) – spiczasta czapka używana w Armii Czerwonej w okresie międzywojennym.
Regulaminowe nakrycie głowy przypominające wyglądem średniowieczne szyszaki ruskich wojów. Jako dostosowane również na okres zimowy wyposażone było w znane z innych rosyjskich czapek odwijane nauszniki. Czapka była wykonywana z bawełnianego drelichu w kolorze khaki, z płóciennymi podszewkami.

## Pochodzenie
7 maja 1918 rozkazem Ludowego Komisarza do spraw Wojskowych Rosji Radzieckiej ogłoszono konkurs (w którym uczestniczył m.in. malarz Wiktor Wasniecow), na nowe umundurowanie dla żołnierzy Armii Czerwonej. W konkursie rozstrzygniętym 18 grudnia 1918 wyłoniono projekt, będący połączeniem co najmniej dwóch zaproponowanych krojów i motywów. 16 stycznia 1919 decyzją Rewolucyjnej Rady Wojskowej Republiki budionnówkę oficjalnie zatwierdzono jako wojskowe nakrycie głowy w Armii Czerwonej. W piechocie w praktyce zaczęła się pojawiać dopiero od jesieni 1920, wcześniej bowiem nie widać ich na zdjęciach żołnierzy piechoty RKKA, zaś pierwsze partie trafiły do kawalerzystów 1 Armii Konnej.
Istnieje także odmienna wersja pochodzenia czapki, według której produkowano ją w Cesarstwie Rosyjskim już w czasie I wojny światowej, jednak nie dostarczona na front, przeleżała w magazynach armii carskiej. Według zamysłu miała być ona używana jedynie podczas parad wojskowych, ponieważ jej spiczasta forma miała symbolizować historyczną ciągłość wojska od epoki ruskich wojów XII-XIII wieku.

## Nazwa
Czapka nazywana była „bogatyrką” (od kształtu nawiązującego do hełmów używanych przez średniowiecznych ruskich bogatyrów), „czapajewką”, „frunzetką” albo „budionnówką” na cześć Michaiła Frunzego oraz Siemiona Budionnego dowodzących armiami, na których wyposażenie czapki te wprowadzono jako pierwsze.  Druga nazwa przyjęła się lepiej i zachowała się dotychczas.    
Obecnie budionnówka jest obiektem pożądania kolekcjonerów, a także seryjnie produkowaną pamiątką, sprzedawaną w Rosji w miejscach szczególnie odwiedzanych przez turystów.